# Gene Harris
 (avril 2021).
La mise en forme du texte ne suit pas les recommandations de Wikipédia : il faut le « wikifier ».
Les points d'amélioration suivants sont les cas les plus fréquents :
- Les titres sont pré-formatés par le logiciel. Ils ne sont ni en capitales, ni en gras.
- Le texte ne doit pas être écrit en capitales (les noms de famille non plus), ni en gras, ni en italique, ni en « petit »…
- Le gras n'est utilisé que pour surligner le titre de l'article dans l'introduction, une seule fois.
- L'italique est rarement utilisé : mots en langue étrangère, titres d'œuvres, noms de bateaux, etc.
- Les citations ne sont pas en italique mais en corps de texte normal. Elles sont entourées par des guillemets français : « et ».
- Les listes à puces sont à éviter, des paragraphes rédigés étant largement préférés. Les tableaux sont à réserver à la présentation de données structurées (résultats, etc.).
- Les appels de note de bas de page (petits chiffres en exposant, introduits par l'outil «  Source ») sont à placer entre la fin de phrase et le point final[comme ça].
- Les liens internes (vers d'autres articles de Wikipédia) sont à choisir avec parcimonie. Créez des liens vers des articles approfondissant le sujet. Les termes génériques sans rapport avec le sujet sont à éviter, ainsi que les répétitions de liens vers un même terme.
- Les liens externes sont à placer uniquement dans une section « Liens externes », à la fin de l'article. Ces liens sont à choisir avec parcimonie suivant les règles définies. Si un lien sert de source à l'article, son insertion dans le texte est à faire par les notes de bas de page.
- La présentation des références doit suivre les conventions bibliographiques. Il est recommandé d'utiliser les modèles {{Ouvrage}}, {{Chapitre}}, {{Article}}, {{Lien web}} et/ou {{Bibliographie}}. Le mode d'édition visuel peut mettre en forme automatiquement les références.
- Insérer une infobox (cadre d'informations à droite) n'est pas obligatoire pour parachever la mise en page.

Pour une aide détaillée, merci de consulter Aide:Wikification.
Si vous pensez que ces points ont été résolus, vous pouvez retirer ce bandeau et améliorer la mise en forme d'un autre article.
Pour les articles homonymes, voir Harris.
Gene Harris, né le 1er septembre 1933 et mort le 16 janvier 2000 est un pianiste de jazz américain originaire du Michigan. 
Gene Harris est particulièrement célèbre pour son style imprégné de blues et de gospel, connu sous le nom de soul jazz.

## Biographie
Enfance
Gene Harris apprend le piano dès l’enfance grâce à sa mère, qui lui donne des leçons.
Âgé de 16 ans, il commence à jouer du be-bop qu’il pratique dans un orchestre amateur. 

### Carrière
Après avoir joué avec des musiciens, comme Charlie Parker ou Miles Davis, il commence aussi à enseigner la musique.
Il forme surtout un groupe, The Three Sounds entre 1956 à 1970, avec entre autres, le contrebassiste Andy Simpkins et le batteur Bill Dowdy. Ce trio connait un vif succès et enregistre pour divers labels dont Blue Note.
Dans les années 1950 et 60, Gene Harris a aussi l'occasion de côtoyer des artistes comme Nat Adderley, Lou Donaldson, Mel Rhyne, Stanley Turrentine, James Clay, et Nancy Wilson. Durant les années 70, Gene Harris sombre d’abord dans une période "commerciale" et dans la facilité, produisant des morceaux de soul et de funk. Il fait ensuite son retour au premier plan grâce à Ray Brown, enregistrant à nouveau de manière prolifique sur le label Concord Records avec son quartet et le Philip Morris Superband.
Gene Harris a toujours aimé le blues qu'il joue avec beaucoup de puissance, et s'est inspiré à ses débuts d'Erroll Garner et Oscar Peterson.
Fin de vie
En 1998, il participe à un festival de jazz qui porte son nom dans sa ville de résidence : le "Gene Harris Jazz Festival".
Il meurt en 2000 d’une insuffisance rénale.

## Discographie
- Introducing the 3 Sounds (avec The Three Sounds) (1958, Blue Note)
- LD + 3 (Lou Donaldson with The Three Sounds) (1959, Blue Note)
- Standards (with The Three Sounds) (1959, Blue Note)
- Bottoms Up! (with The Three Sound]) (1959, Blue Note)
- Good Deal (with The Three Sounds) (1959, Blue Note)
- Blue Hour (The Three Sounds with Stanley Turrentine) (1960, Blue Note)
- Moods  (with The Three Sounds) (1960, Blue Note)
- Feelin' Good (with The Three Sounds) (1960, Blue Note)
- Here We Come (with The Three Sounds) (1960, Blue Note)
- It Just Got to Be (with The Three Sounds) (1960, Blue Note)
- Hey There (with The Three Sounds) (1961, Blue Note)
- Babe's Blues (with The Three Sounds) (1962, Blue Note)
- Out of This World (with The Three Sounds) (1962, Blue Note)
- Black Orchid (with The Three Sounds) (1962, Blue Note)
- Blue Genes (with The Three Sounds) (1962, Verve)
- Jazz on Broadway (with The Three Sounds) (1962, Mercury)
- Some Like It Modern (with The Three Sounds) (1963, Mercury)
- Live at The Living Room (with The Three Sounds) (1964, Mercury)
- Three Moods (with The Three Sounds) (1964, Limelight)
- Beautiful Friendship (with The Three Sounds) (1965, Limelight)
- Today's Sounds (with The Three Sounds) (1966, Limelight)
- Vibrations (with The Three Sounds) (1966, Blue Note)
- Live at The Lighthouse (with The Three Sounds) (1967, Blue Note)
- Coldwater Flat (with The Three Sounds) (1968, Blue Note)
- Elegant Soul (with The Three Sounds) (1968, Blue Note)
- Soul Symphony (with The Three Sounds) (1969, Blue Note)
- Live at The "It Club" (with The Three Sounds) (1970, Blue Note)
- Live at The "It Club" (with The Three Sounds) (1970, Blue Note)
- Gene Harris/Three Sounds (1971, Blue Note)
- Gene Harris of The Three Sounds (1972, Blue Note)
- Yesterday, Today & Tomorrow (1973, Blue Note)
- Astral Signal (1974, Blue Note)
- In A Special Way (1976, Blue Note)
- Nexus (1976, Blue Note)
- Tone Tantrum (1977, Blue Note)
- Nature's Way (1980, JAM)
- Live at Otter Crest (1981, Concord)
- Hot Lips (1982, JAM)
- The Gene Harris Trio Plus One (1985, Concord)
- Tribute to Count Basie (with the Gene Harris All-Star Big Band) (1987, Concord)
- Listen Here! (1989, Concord)
- Live at Town Hall, N.Y.C. (with The Philip Morris Superband) (1989, Concord)
- At Last (Gene Harris/Scott Hamilton Quintet) (1990, Concord)
- World Tour 1990 (with the Philip Morris Superband) (1990, Concord)
- Black and Blue (1991, Concord)
- Like A Lover (1992, Concord)
- Gene Harris Live at Maybeck Recital Hall, Vol. 23 (1992, Concord)
- Brotherhood (1992, Concord)
- A Little Piece of Heaven at Ste. Chapelle Winery" (1993, Concord)
- Funky Gene's (1994, Concord)
- Its the Real Soul (with Frank Wess (1995, Concord)
- Live (Gene Harris & The Philip Morris All-Stars (1995, Concord)
- In His Hands (1996, Concord)
- Down Home Blues (with Jack McDuff) (1996, Concord)
- Alley Cats (1998, Concord)

## Source
- Michael Erlewine, All Music Guide to Jazz, 1996

- Les dates importantes de la vie de Gene Harris